# Hieracium amaurostictum
Hieracium amaurostictum es una especie de planta con flor del género Hieracium, de la familia Asteraceae, orden Asterales.

## Distribución
Hieracium amaurostictum se distribuye por la Isla Shetland.

## Taxonomía
Fue descrita científicamente por W. Scott & R. C. Palmer. Fue publicada en Fl. Gr. Brit. Ireland 4: 533 (2006).